# راؤول إسبيندولا
راؤول إسبيندولا (بالإسبانية: Raúl Espíndola)‏ هو لاعب كرة قدم أرجنتيني في مركز الهجوم، ولد في 13 سبتمبر 1958. لعب مع نادي كوبريلوا.